# Броненосці типу «Сіті»

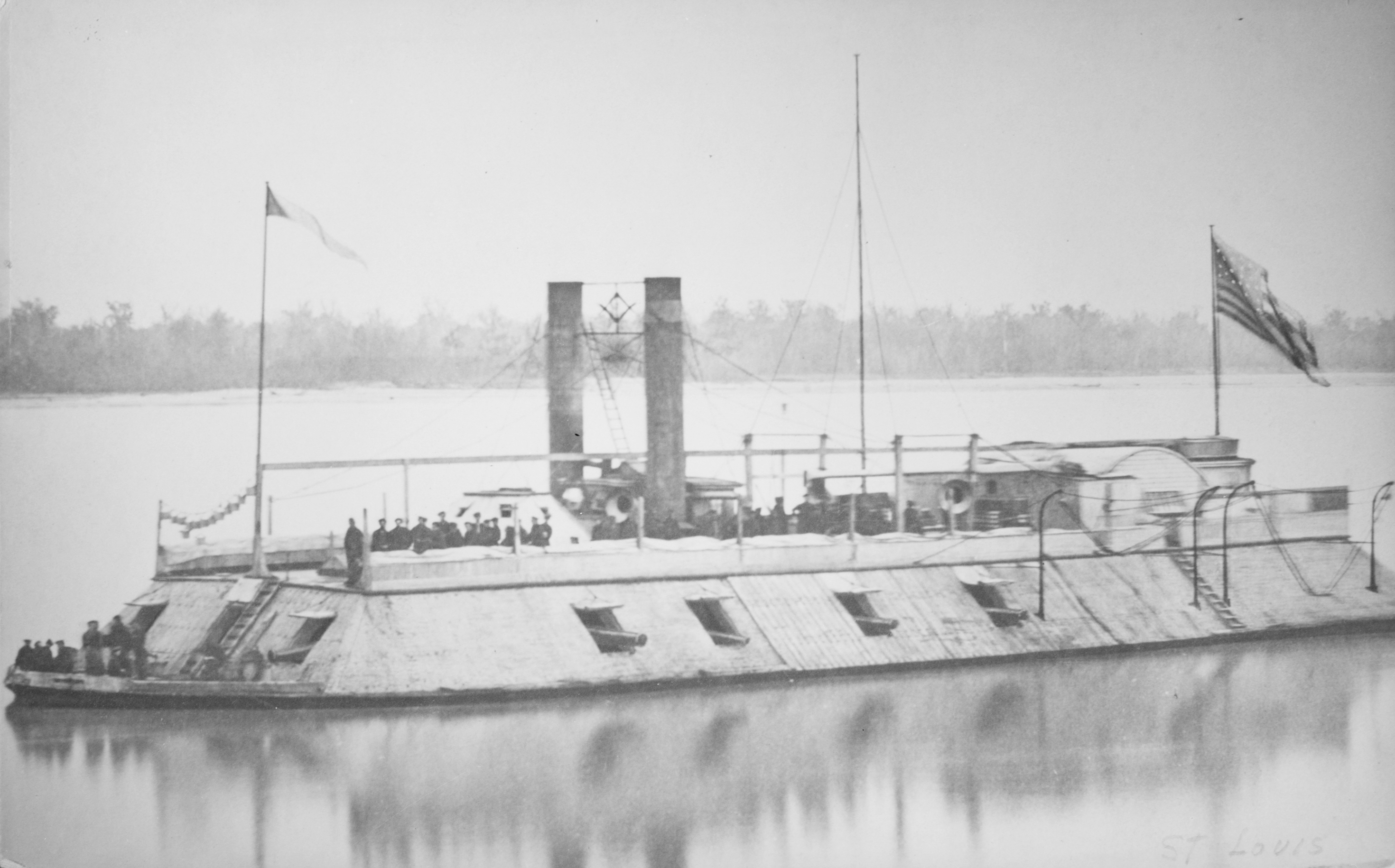
Один з канонерських човнів типу «Сіті» — «Сент-Луїс».

Канонерські човни типу «Сіті» (City-class gunboats), неофіційно відомі також як «Черепахи Пука» (Pook Turtles) (за прізвищем конструктора та через характерну форму) призначалися для служби на Міссісіпі під час Громадянської війни у США. Інша їх назва — «Канонерки Ідса» Всі ці назви позначають сім кораблів однакової конструкції, побудовані в Каронделетті (місто у Міссурі) на корабельні, що належала Джеймсу Б'юкекнену Ідсу (James Buchanan Eads). Ідс був заможний індустріаліст з Сент-Луїса, який ризикнув своїм статком задля підтримки Союзу.
Канонерські човни типу «Сіті» були першими у броненосцями у Сполучених Штатах
Канонерські човни, споруджені Ідсом, стали ядром Західної флотилії канонерських човнів армії США, яка потім була передана флоту США і стала Річковою ескадрою Міссісіпі. Ці кораблі взяли участь в усіх важливих битвах ескадри у верхній течії Міссісіпі та на її притоках і служили до кінця війни.

## Оцінка конструкції канонерських човнів
Єдина змістовна оцінка військового корабля полягає в порівнянні в ефективності з його сучасниками. За такою шкалою, канонерські човни типу «Сіті» мають дуже високо оцінюватись, оскільки вони поєднали вогневу міць, захист і мобільність у спосіб, досягнутий небагатьма сучасними їм проектами. Тим не менш, вони мали певні конструктивні недоліки, які довелося виправляти на кораблях наступних проектів.
Найслабшою їх точкою був корпус. Мало того, що корпус було легко пробити, не було жодної можливості ізолювати пошкодження, наприклад, водонепроникними відсіками. Це зробило їх вразливими для мін (Cairo і Baron De Kalb) і для таранних ударів (Cincinnati та Mound City).
Їхня броньований захист був неадекватним у двох відношеннях: як палуба, так і корма були відкриті. Відсутність бронювання палуби зробило їх уразливими для навісної стрільби, від якої кораблі особливо постраждали під час битви при Форті Донелсон. У проміжках броньового захисту залишилися рульові троси, тому під час битви при Форті Донелсон та інших зустрічах їх рульове управління часто виводили з ладу.
Подібно до інших кораблів того часу, не було вжито жодних запобіжних заходів проти загрози прориву пари у випадку пошкодження парових машин у бою. Найбільш відомі трагічні наслідки цього недоліку у випадку катастрофи на Mound City 17 червня 1862, втім інші кораблі також постраждали від таких випадків у не набагато меншому, якщо не якщо не в аналогічному ступені.
Своєрідна трьох-кільова конструкція та закрите гребне колесо створювали проблеми з управлінням, які часто недооцінюються. Канонерські човни були неспроможні повернути проти течії Ця характеристика керування серйозно вплинула на хід Битви за острів № 10 та при Мемфісі.

## Сьогодні
Залишки USS Cairo були виявлені 1956 році і потім реставровані. Канонерський човен і пов'язані з ним артефакти тепер частина експозиції музею Національного військового парку Віксбурга, який утримується Службою національних парків.

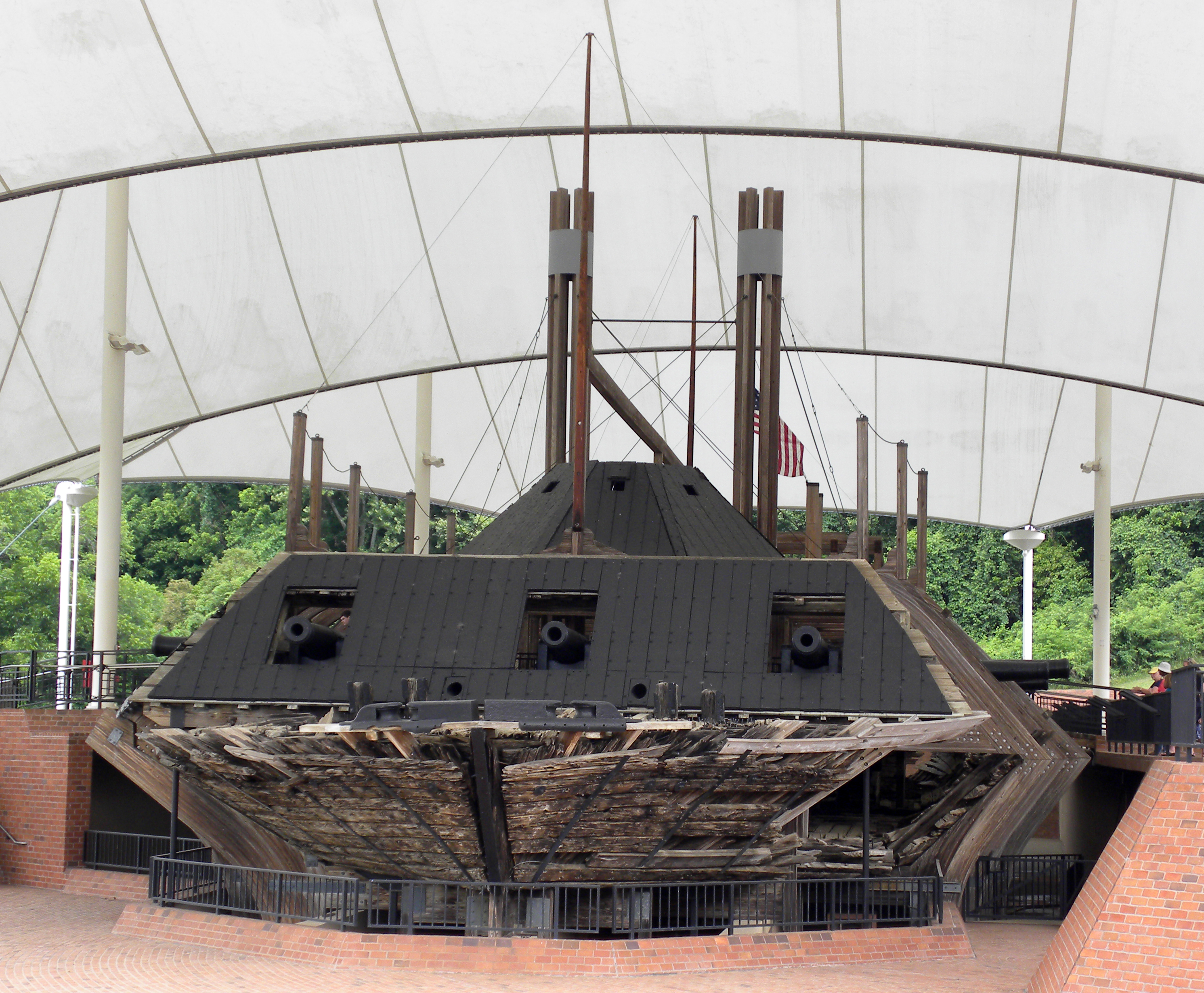
USS Cairo у своєму останньому місці спочинку у Національному військовому парку Віксбургу. Верхня частина корабля — репліка.